# Ubikacja publiczna

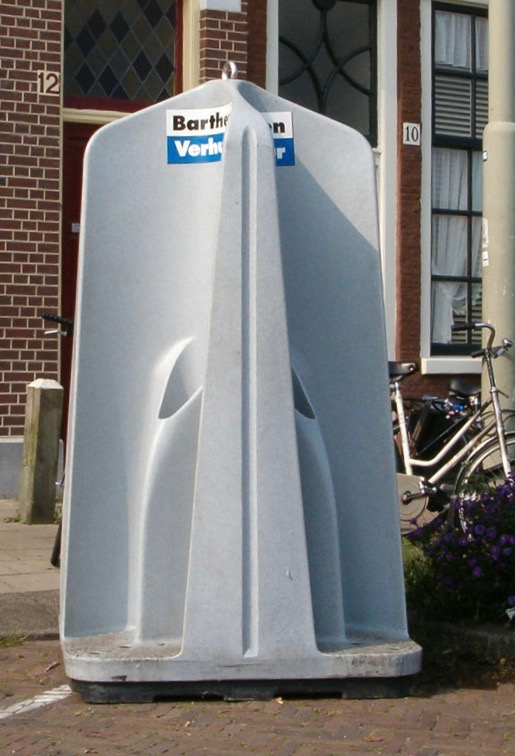
Przewoźny pisuar w Holandii

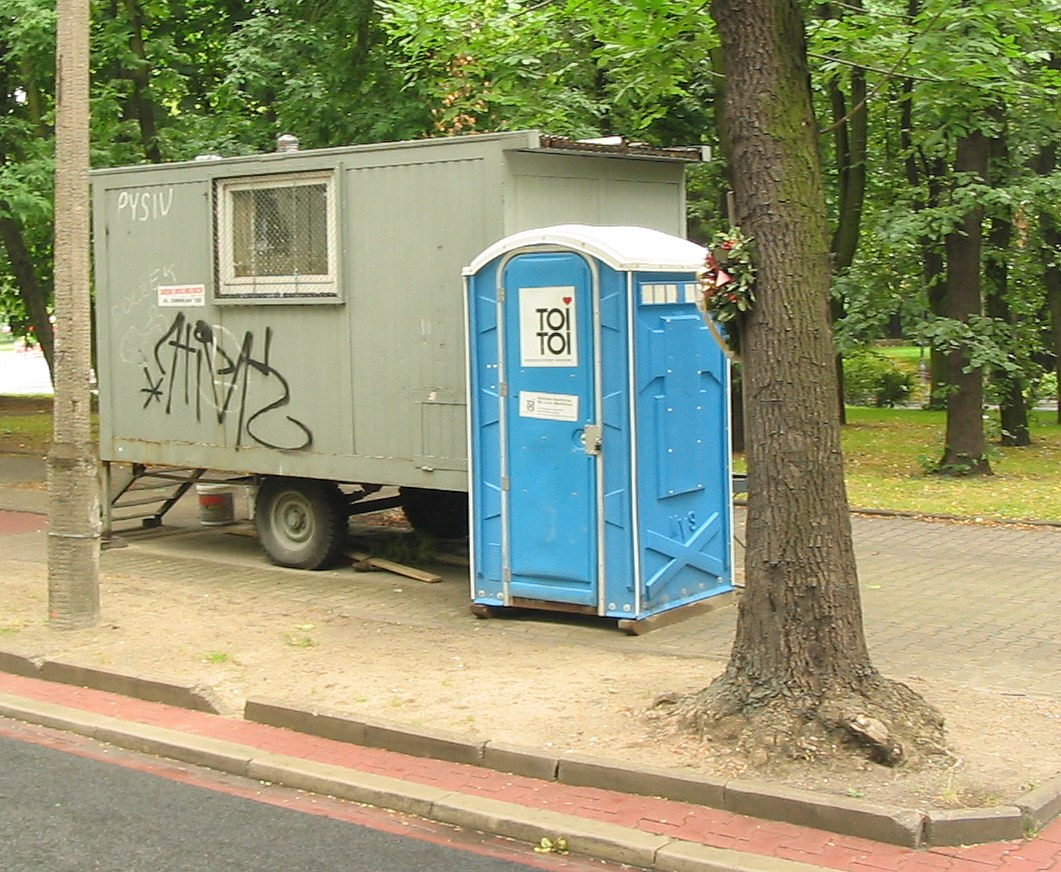
Toi Toi, popularny rodzaj przenośnych toalet w Polsce

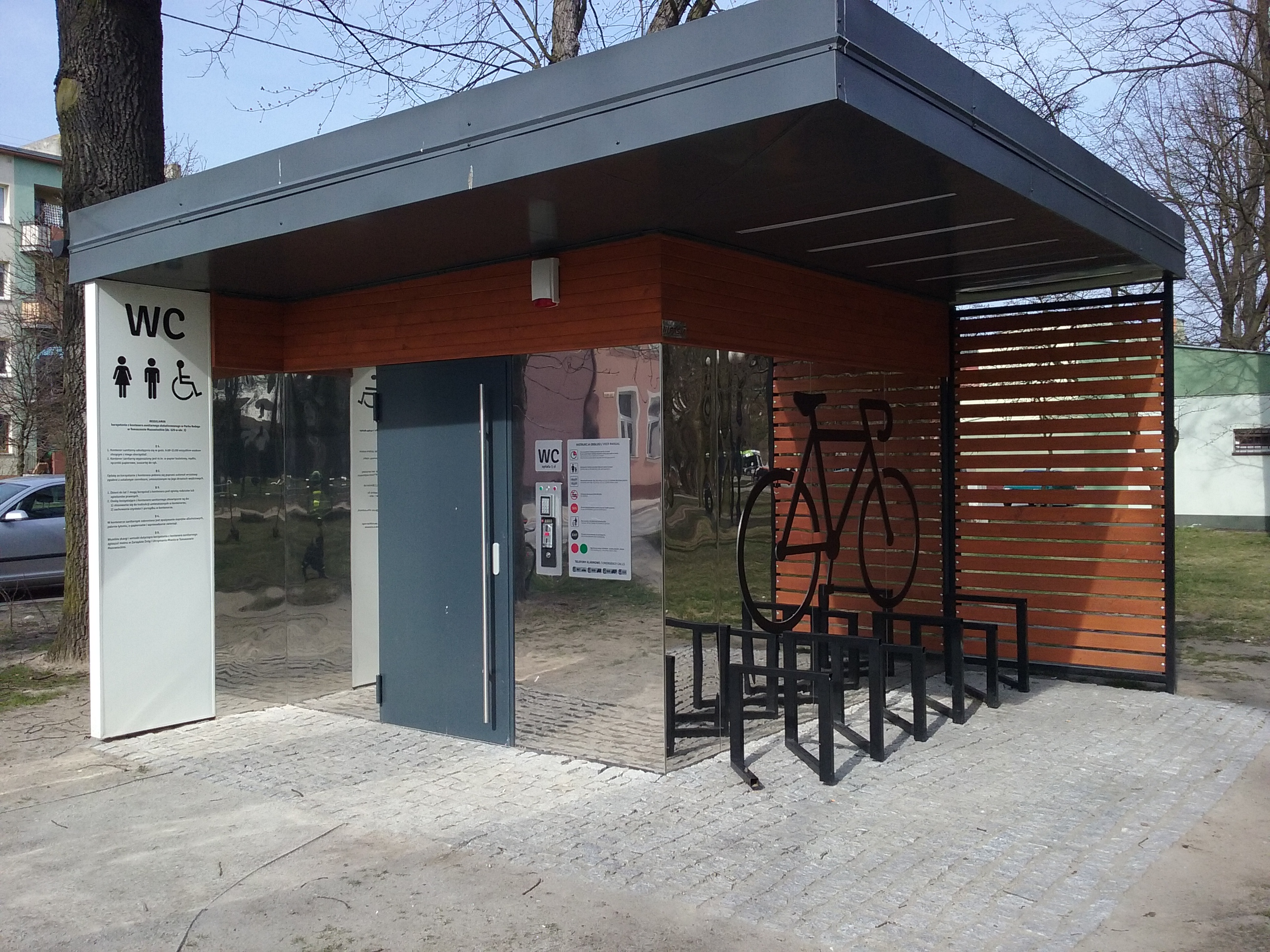
Toaleta miejska w Tomaszowie Mazowieckim

Ubikacja publiczna – typ ubikacji instalowany w średnio- i dalekobieżnych środkach transportu publicznego (pociągi, turystyczne autobusy dalekobieżne, samoloty, statki), a także w innych miejscach publicznych – kawiarniach i restauracjach, urzędach, większych domach handlowych itp., a także – jako wolnostojące obiekty na ulicach i placach miast, rzadziej wsi.
Wolno stojące ubikacje określane są najczęściej mianem szaletów miejskich. Zazwyczaj za korzystanie z tego typu obiektów pobierane są opłaty. Personel żeński odpowiedzialny za utrzymanie tych obiektów w czystości i pobieranie opłat nazywany jest często w żartobliwej formie babciami klozetowymi. Męskim, żartobliwym odpowiednikiem babci klozetowej jest „kałboj”.
Najczęściej ubikacje publiczne podzielone są na dwa pomieszczenia: dla mężczyzn, oznakowane symbolem trójkąta, i dla kobiet, oznakowane symbolem okręgu (często też – piktogramami przedstawiającymi sylwetkę mężczyzny i kobiety). W ubikacjach dla mężczyzn dodatkowo montowane są pisuary.

## Ubikacje przewoźne
Jednym z typów ubikacji publicznych są ubikacje przewoźne, które ustawia się najczęściej w miejscach, gdzie odbywają się imprezy masowe. W Polsce jedną z bardziej popularnych tego typu ubikacji jest toi toi. Istnieją dwa rodzaje ubikacji toi toi: zwykłe oraz specjalne - przeznaczone dla osób niepełnosprawnych (wyposażone w poręcze przy ścianach oraz płaską podłogę).